# Křepice u Hustopečí

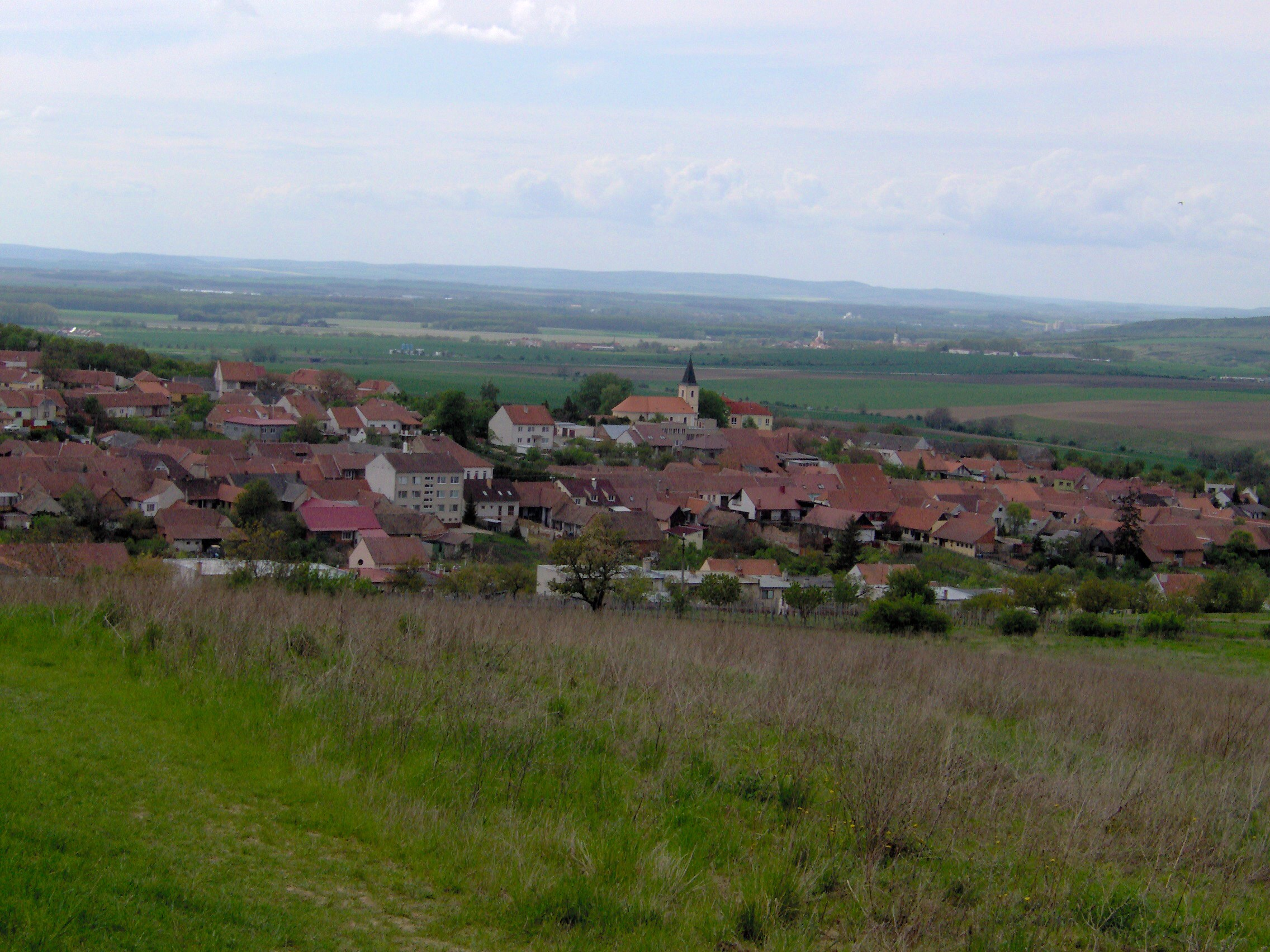
Ortsansicht

Křepice (deutsch Krepitz, früher Kreppitz) ist eine Gemeinde in Tschechien. Sie liegt sieben Kilometer nördlich von Hustopeče und gehört zum Okres Břeclav.

## Geographie
Křepice befindet sich in den Hügeln der Boleradická vrchovina, eines westlichen Ausläufers des Steinitzer Waldes in der Quellmulde des Baches Křepický potok. Gegen Westen liegt das Tal der Svratka. Südöstlich erheben sich der Liščí vrch (Fuchsberg, 374 m) und Přední kout (410 m), im Süden die Křepická stará hora (Framberg, 322 m) und südöstlich die Punty (Punkenberg, 283 m). Zweieinhalb Kilometer westlich des Dorfes verläuft die Autobahn D 2.
Nachbarorte sind Jalovisko, Nový Dvůr und Moutnice im Norden, Těšany und Šitbořice im Nordosten, Nikolčice im Osten, Kurdějov im Südosten, Hustopeče, Starovice und Nová Ves im Süden, Uherčice im Südwesten, Velké Němčice und Boudky im Westen sowie Nosislav, Židlochovice und Blučina im Nordwesten.

## Geschichte
Die erste schriftliche Erwähnung von Crepicz erfolgte im Jahre 1349 im Zusammenhang mit den Brüdern Kuneš und Vrš de Crepicz. Nach zahlreichen Besitzerwechseln unter niederen Adelsgeschlechtern kaufte 1498 Wilhelm II. von Pernstein die Güter und schlug sie 1508 der Herrschaft Seelowitz zu. Die Herren von Zierotin, welche seit 1564 Seelowitz besaßen, übten religiöse Toleranz aus. Im Jahre 1616 erwarb Adam von Waldstein die Herrschaft. Von den Waldsteinern kaufte Philipp Ludwig von Sinzendorf 1714 den Besitz. 1740 wurde in Křepice eine Schule eingeweiht. Ab 1743 war Leopold von Dietrichstein Herr auf Seelowitz. 1819 erwarb Albert Kasimir von Sachsen-Teschen die Herrschaft. Bis zur Mitte des 19. Jahrhunderts blieb Křepice immer nach Seelowitz untertänig.
Nach der Aufhebung der Patrimonialherrschaften bildete Křepice/Kreppitz ab 1850 eine Gemeinde in der Bezirkshauptmannschaft Auspitz. 1910 entstand ein neues Schulgebäude, da das alte zu klein geworden war. Nachdem die Bezirksstadt Auspitz und die südlichen Nachbarorte 1938 infolge des Münchner Abkommens dem Deutschen Reich zugeschlagen worden waren, lag Křepice an der deutschen Grenze. Die Gemeinde war danach bis 1945 dem politischen Bezirk Brünn-Land und dem Gerichtsbezirk Židlochovice zugeordnet. Nach dem Ende des Zweiten Weltkriegs wurde der Okres Hustopeče wiederhergestellt. Nach dessen 1960 erfolgter Aufhebung gehört Uherčice zum Okres Břeclav.
Die Kapelle der hll. Kyrill und Method ist alljährlich Ziel einer Wallfahrt. Insbesondere südlich des Dorfes befinden sich ausgedehnte Weinberge.

## Gemeindegliederung
Für die Gemeinde Křepice sind keine Ortsteile ausgewiesen.

## Sehenswürdigkeiten
- Kirche St. Bartholomäus, errichtet 1791 anstelle eines Vorgängerbaus im Renaissancestil. Die Glocken stammen aus den Jahren 1490, 1522 und 1738. Die 1522 gegossene große Glocke trägt das Wappen der Herren von Pernstein.
- Statue des hl. Johannes von Nepomuk
- Kapellengrund mit Wallfahrtskapelle des hl. Kyrill und Method und weiteren Kapellen, südöstlich des Dorfes
- Quelle des heiligen Gorazd von Mähren, südlich von Křepice
- Beobachtungsstand des sowjetischen Marschalls Rodion Jakowlewitsch Malinowski

## Persönlichkeiten
- Petra Vintrlíková, sie wurde 2009 in Peking Stenographieweltmeisterin